# Alte Kapelle (Weetzen)

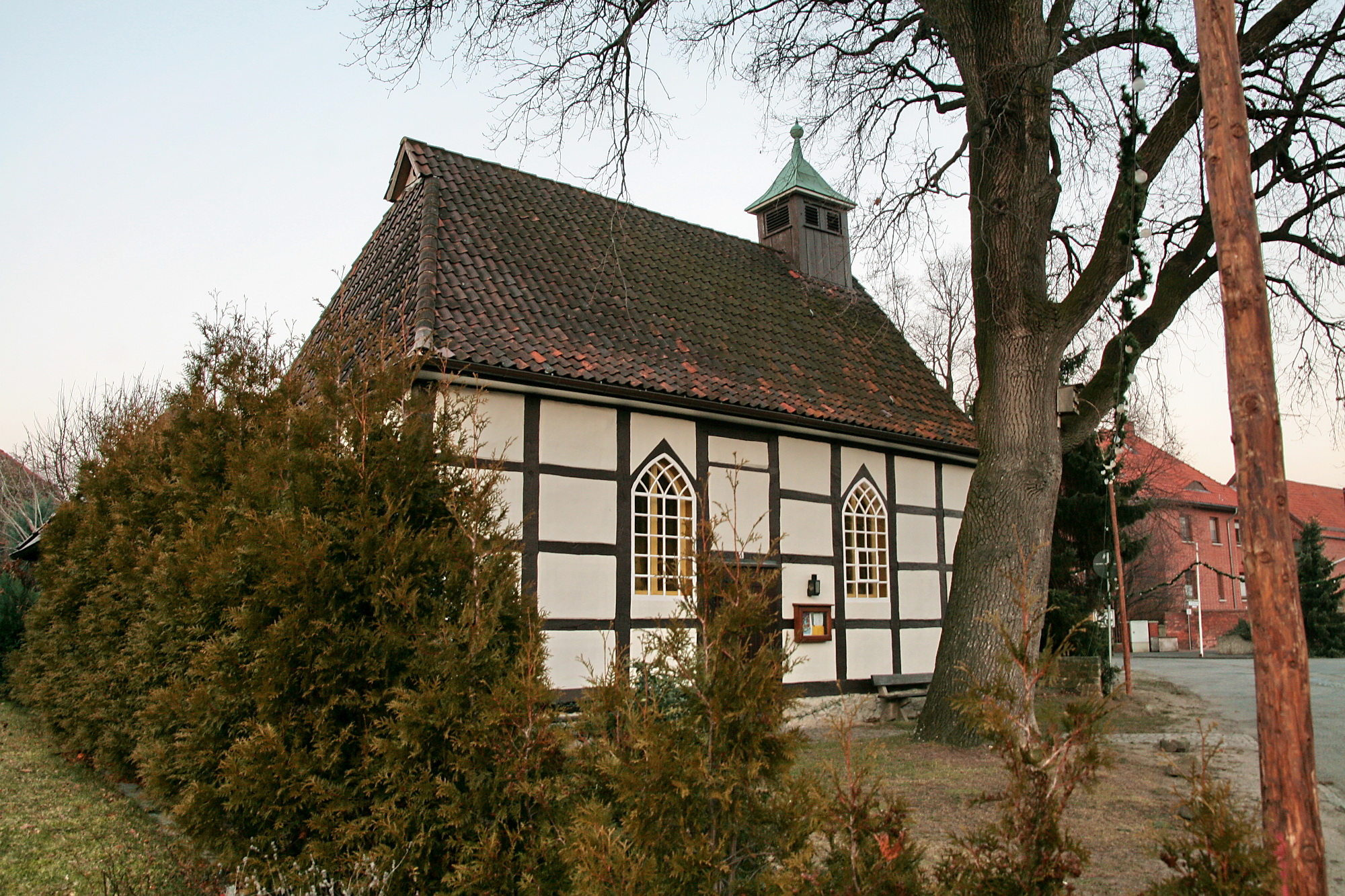
Alte Kapelle Weetzen

Die Alte Kapelle in Weetzen in der Stadt Ronnenberg bei Hannover ist ein historischer Sakralbau. Die Kapelle befindet sich in der Eulenflucht 1 und ist das älteste erhaltene Gebäude in Weetzen.

## Geschichte
Die Alte Kapelle wurde 1730, nachdem das Vorgängergebäude im Dreißigjährigen Krieg zerstört worden war, neu errichtet. Nach dem Zweiten Weltkrieg brauchte die Kirchengemeinde ein größeres Gebäude, sodass ab den 1970er Jahren ein Neubau realisiert wurde. Die Alte Kapelle war ab 1971 baufällig, wurde geschlossen und sollte abgebrochen werden. 1974 gründete sich der Verein zur Denkmalpflege, der die desolate Kapelle übernahm, nachdem sie 1976 entwidmet worden war.

## Gebäude
Das Bauwerk mit seinen weiß verputzten Gefachen ist ein schlichtes Gebäude unter Satteldach, dessen Westgiebel abgewalmt ist. Der Dachreiter trägt eine auf 1631 datierte Glocke über dem Ostgiebel. Das Gebäude ist auf den Fundamenten eines mittelalterlichen Vorgängerbaus errichtet worden.